# Aktenzeichen (Liechtenstein)
Das Aktenzeichen ist ein Teil der bei den liechtensteinischen Gerichten und Behörden verwendeten Identifikation von Akten (Schriftstücken).

## Erläuterung
Alle gerichtlichen Geschäftsstücke (zum Beispiel: Eingaben, Protokolle, Urschriften, Zustellausweise usw.), welche dieselbe Sache betreffen sind unter einer gemeinsamen Bezeichnung, dem Aktenzeichen (Art 20 und 22 GeoLG), zum Akt dieser Sache zu vereinigen.
Der Aufbau von Akten und Aktenzeichen in Liechtenstein folgt aus historischen Gründen dem Aufbau derselben in Österreich.

### Akten
Gemäß Art 21 Abs. 1 GeoLG sind alle bei Gericht bzw. Behörden einlangenden Schriftstücke nach der Zeitfolge ihres Einlangens zu den Akten zu nehmen und mit fortlaufenden Ordnungsnummern und Seitenzahlen zu versehen und unter einer und derselben gemeinsamen Bezeichnung zu vereinigen (In der Praxis wird oftmals eine farbige Kartonmappe als Umschlag verwendet). Die Beilagen sind bei Gerichtsakten zudem in einer eigenen Urkundenmappe zu sammeln. Diese ist dem Akt anzuschließen (Art. 20 Abs. 2 GeoLG).
Innerhalb eines Akts werden die einzelnen Schriftstücke in chronologischer Reihenfolge aneinandergereiht. Das jüngste Schriftstück liegt zuoberst.
Bei Weitergabe oder Abtretung eines bereits bestehenden Aktes an eine andere Abteilung der Gerichtskanzlei ist das Aktenzeichen auf dem Aktendeckel oder Aktenumschlag durchzustreichen und der Akt unter dem geänderten Aktenzeichen fortzuführen. Das neue Aktenzeichen ist im ersten Register zu vermerken (Art 22 Abs. 3 GeoLG).
Erst die Benennung des Aktenheftes (Aktenbundes) mit einem Aktenzeichen (siehe unten) ergibt die Akte.

### Aktenzeichen
Der Akt ist auf dem Aktendeckel oder auf dem Aktenumschlag außen mit dem Aktenzeichen und der Bezeichnung der Rechtssache ersichtlich zu machen.
Das Aktenzeichen gemäß § 22 Abs. 2 GeoLG besteht aus einer abgekürzten Sachbezeichnung (Gattungszeichen), einer fortlaufenden Nummer (Aktenzahl) und einer kurzen Angabe des Anfallsjahres. Der Sachbezeichnung (Gattungszeichen) wird die der Gerichtsabteilung zukommende Zahl vorangestellt.

### Zahl der Geschäftabteilung
Die Kurzbezeichnung der Geschäftsabteilungen bei den liechtensteinischen Gerichten erfolgt durch eine maximal zweistellige Zahl (Buchstaben werden nur ausnahmsweise verwendet).

### Sachbezeichnung
Die Sachbezeichnung  ist der Teil des Aktenzeichens, der auf ein bestimmtes Aktenregister verweist. Sie dient dazu, den Akt in einem bestimmten Register aufzufinden (Registerzeichen).
Bei den liechtensteinischen Gerichten werden nach Art. 22 Abs. 2 Ziff. 1 bis 3 GeoLG und nach den Geschäftsverteilungen folgende Sachbezeichnungen verwendet:
| Zeichen | SG | Bedeutung |
| ------- | -- | --- |
| CG      | Z  | zivilrechtliche Klagen (ehemals C) |
| CO      | Z  | Amtshaftungssachen (OG) |
| EG      | Z  | Verfahren nach EheG |
| HG      | Z  | ausserstreitige Angelegenheiten nach PGR                                                                                               |
| HR      | Z  | Handelsregistersachen (OG; ehemals ÖR – Öffentlichkeitsregister)                                                                       |
| NP      | Z  | Kuratelen, pflegschaftsgerichtliche Genehmigungen; Verschollenerklärungen, Adoptionen, Ehemündigkeitserklärungen, Abstammungsverfahren |
| PG      | Z  | Vormundschaften, Sachwalterschaften, Pflegschaften (ehemals P)                                                                         |
| PO      | Z  | Patentsachen (OG) |
| PV      | Z  | Patientenverfügungen |
| RZ      | Z  | Rechtshilfe in Zivilsachen |
| SH      | Z  | Sozialhilfesachen (Art. 23 SHG) |
| SO      | Z  | Schiedsklagen (OG) |
| SV      | Z  | Sozialversicherungssachen (OG) |
| TR      | Z  | Testamente (ehemals T) |
| UV      | Z  | Unterhaltsvorschusssachen |
| VA      | Z  | Verlassenschaftssachen (Art. 143 ff. AussStrG; ehemals A)                                                                              |
| VV      | Z  | Vorsorgevollmachten |
| NZ      | Z  | sonstige Zivilsachen |
| UR      | S  | Untersuchungen und Vorerhebungen, Haftsachen u. a.                                                                                     |
| KG      | S  | Kriminalgericht (§ 15 StPO) |
| JG      | S  | Jugendgericht (§ 11 JGG) |
| ES      | S  | Einzelrichter in Verbrechens- und Vergehensfällen (§§ 312 ff. StPO; ehemals Vr – Verbrechens- und Vergehenssachen)                     |
| EU      | S  | Einzelrichter in Vergehens- und Übertretungsfällen (§§ 317 ff. StPO; ehemals U – Übertretungsachen)                                    |
| RU      | S  | Strafsachen im Wirkungskreis der Rechtspfleger (Art. 19 RpflG)                                                                         |
| RS      | S  | Rechtshilfe in Strafsachen |
| SR      | S  | Führung des Strafregisters |
| NSR     | S  | sonstige Geschäfte des Strafregisters                                                                                                  |
| NS      | S  | sonstige Strafsachen |
| DO      | S  | Disziplinaranzeigen gegen Rechtsanwälte, Notare, Patentanwälte, Ärzte (OG)                                                             |
| DAO     | S  | Disziplinaranzeigen gegen Richter des Landgerichts (OG)                                                                                |
| EX      | E  | Exekutionen |
| RÖ      | E  | Rechtsöffnungssachen (Art. 49 ff. RSO)                                                                                                 |
| KÜ      | E  | Kündigungen (§ 565 ZPO) |
| KO      | E  | Insolvenzsachen (ehemals S – Konkurse)                                                                                                 |
| NV      | E  | Nachlassvertragssachen (ehemals Sa) |
| NK      | E  | übrige Geschäftsstücke (KO/NV) |
| NE      | E  | übrige Geschäftsstücke (EX) |
| DA      | J  | dienstrechtliche Angelegenheiten (Art. 41–45 GOG), Dienstaufsichtsbeschwerden (Art. 48 ff. GOG)                                        |
| GG      | J  | Gerichtsgebührenangelegenheiten |
| JV      | J  | Justizverwaltung |
| PR      | J  | Ausschluss- und Ablehnungsverfahren (Art. 58 ff. GOG)                                                                                  |
| RA      | J  | Auskünfte über liechtensteinisches Recht                                                                                               |
| JO      | J  | Aufsichtsbeschwerden, Ablehnungs- und Ausschlussanträge (OG)                                                                           |
| JVO     | J  | Justizverwaltung (OG) |
| –       | J  | Prüfungskommissionen für Notare, Patentanwälte, Rechtspfleger, Treuhänder, Wirtschaftsprüfer; Regelungskommission                      |

| Weitere Aktenzeichen (Beispiele): | Weitere Aktenzeichen (Beispiele):                         | Weitere Aktenzeichen (Beispiele): |
| --------------------------------- | --------------------------------------------------------- | --------------------------------- |
| lfd. Nr./Jahr                     | Allgemeines Schreiben der Regierung.                      |                                   |
| FMA/lfd. Nr.                      | Finanzmarktaufsicht Liechtenstein.                        |                                   |
| FMA-BK/Jahr/lfd. Nr.              | Finanzmarktaufsicht Beschwerdekommission.                 |                                   |
| RA/Jahr/lfd. Nr.                  | Regierung, Regierungskanzlei, Rechtsdienst der Regierung. |                                   |
| StGH/Jahr/lfd. Nr.                | Staatsgerichtshof.                                        |                                   |
| VBK/Jahr/lfd. Nr.                 | Beschwerdekommission für Verwaltungsangelegenheiten.      |                                   |
| VGH/Jahr/lfd. Nr.                 | Verwaltungsgerichtshof.                                   |                                   |

### Jahresangaben
Die Jahresangabe in der Aktenzahl erfolgt durch die Verwendung der vier Ziffern des Anfalljahres (Beispiel: 2005 für das Jahr 2005).

### Aktenzahl
Für die Akten werden fortlaufende, jährlich mit eins beginnende Nummern in ein Register eingetragen (Art 18 Abs. 7 und Art 21 Abs. 1 GeoLG).
Die Aktenzahl ist eine arabische Zahl, die mit dem Trennzeichen „.“ von der Jahresangabe unterschieden wird (früher wie in Österreich mit „/“ als Trennzeichen in Verwendung).

### Ordnungsnummer
Die einzelnen Geschäftsstücke sind nach der Zeitfolge ihres Einlangens zu den Akten zu nehmen und mit fortlaufenden Ordnungsnummern und Seitenzahlen zu versehen (Art 21 Abs. 1 GeoLG).
Die Geschäftsstücke erhalten fortlaufende Ordnungsnummern, die in jeder Rechtssache mit 1 beginnen und ohne Rücksicht auf das Jahresende fortlaufen.
Jedes anfallende oder bei der Behörde einlangende Geschäftsstück erhält eine Ordnungsnummer.

### Aktenbände
Umfangreichere Akten sind zu gliedern (zum Beispiel in Aktenbänden zu je ca. 500 Seiten zusammenzufassen). Durch die Schaffung von Aktenbänden wird das Aktenzeichen nicht verändert. Es wird dem Aktenband fortlaufend eine Nummer (zum Beispiel I bis IV) zugeteilt, die dem Aktenzeichen nachgestellt ist.